# Liu Shouxiang
Liu Shouxiang (5 avril 1958 – 13 février 2020) est un aquarelliste chinois et professeur à l'Institut des beaux-arts du Hubei. Son travail remporte de nombreux prix et est exposé dans de nombreux musées d'art. Il est également membre de la Ligue démocratique de Chine.

## Biographie
Liu est né à Wuhan. En 1981, il est diplômé de l'Institut des Beaux-Arts du Hubei dans le Département des Beaux-Arts, spécialisé dans l'enseignement. Il reste à l'école et est directeur du Département de l'éducation des beaux-arts. En 1987, il fonde le Département de peinture à l'aquarelle du Département des enseignants de l'Institut de technologie du Hubei. En 2009, il crée un département de peinture à l'aquarelle et occupe le poste de chef du département. Il est la première personne à créer un département de peinture à l'aquarelle dans une école d'art chinoise. La technique de Liu, en particulier sa capacité à nuancer les couleurs, atteint la même profondeur et la même diversité d'échelle que celles observées dans de nombreuses peintures à l'huile. Selon Fan Feng, directeur du Wuhan Art Museum, les peintures de Liu ont un agencement intelligent de l'espace et des formes qui les rend « pleines de mouvement et d'un sens du rythme » ; pour lui, Liu « a prêté une grande attention aux nuances et a exprimé dans ses œuvres que toutes les choses sur Terre possèdent une sensibilité et une beauté qui leur sont propres ». Il a pris sa retraite en 2018,. La même année, l'Université du Hubei a embauché Liu en tant que professeur distingué.
Le 17 janvier 2020, Liu se rend à Zhuhai pour une exposition, ne sachant pas qu'il a contracté la maladie à coronavirus 2019. Le 13 février à 5 heures du matin, Liu Shouxiang est décédé des suites d'un coronavirus à l'hôpital Jinyintan de Wuhan à l'âge de 61 ans. Sa fille et son gendre ont également été hospitalisés à cause du virus.